# شين كاروث
شين كاروث (بالإنجليزية: Shane Carruth)‏ وهو مخرج وكاتب أفلام وممثل أمريكي وُلد في ميرتل بيتش، كارولاينا الجنوبية عام 1972. قام كاروث بكتابة وإخراج فيلمه الأول Primer عام 2004 والذي حاز على عدة جوائز، فيلمه الثاني كان Upstream Color الذي صدر عام 2013. تقديرًا لأسلوب كاروث المتفرد، والغريب في بعض الأحيان، في صناعة الأفلام، قال المُخرج ستيفن سودربرغ في مقابلة مع مجلة Entertainment Weekly، «أعتقد أن كاروث هو الابن غير الشرعي لكلٍ من ديفيد لينش وجيمس كاميرون».

## النشأة
وُلد كاروث في ميرتل بيتش، كارولاينا الجنوبية عام 1972. وتخصص في علم الرياضيات في جامعة ستيفن ف. أوستن. قبل أن يُصبح صانع أفلام، عمل كاروث كمطور برامج محاكاة الطيران.

## قائمة أعماله
| السنة | الفيلم                               | دوره في الفيلم | دوره في الفيلم | دوره في الفيلم | دوره في الفيلم | دوره في الفيلم | دوره في الفيلم | ملاحظات        |
| السنة | الفيلم                               | مخرج           | منتج           | كاتب           | مؤلف موسيقي    | ممثل           | الدور          | ملاحظات        |
| ----- | ------------------------------------ | -------------- | -------------- | -------------- | -------------- | -------------- | -------------- | -------------- |
| 2004  | Primer                               |                |                |                |                |                | آرون           |                |
| 2013  | Upstream Color                       |                |                |                |                |                | جيف            |                |
| 2014  | Everything & Everything & Everything |                |                |                |                |                | مورغان         | فيلم قصير      |
| 2015  | We'll Find Something                 |                |                |                |                |                | ستيف           | فيلم قصير      |
| 2015  | Memory Box                           |                |                |                |                |                | الرجل          | فيلم قصير      |
| 2016  | The Girlfriend Experience            |                |                |                |                |                | سام            | مسلسل تلفزيوني |
| 2016  | Swiss Army Man                       |                |                |                |                |                | الطبيب الشرعي  | ظهور قصير      |
| غ/م   | The Modern Ocean                     |                |                |                |                |                |                |                |

## وصلات خارجية
- شين كاروث على موقع IMDb (الإنجليزية)
- شين كاروث على موقع ألو سيني (الفرنسية)
- شين كاروث على موقع ميوزك برينز (الإنجليزية)
- شين كاروث على موقع أول موفي (الإنجليزية)
- شين كاروث على موقع قاعدة بيانات الأفلام السويدية (السويدية)
- شين كاروث على موقع إن إن دي بي (الإنجليزية)
- شين كاروث على موقع ديسكوغز (الإنجليزية)
- شين كاروث على موقع قاعدة بيانات الفيلم (الإنجليزية)
- شين كاروث على موقع كينوبويسك (الروسية)